# 清水勇人 (サッカー審判員)
清水 勇人（しみず はやと、英:SIMIZU Hayato、1983年12月13日 - ）は、千葉県市原市出身のサッカー審判員。VARおよびAVAR担当審判員。

## 来歴
千葉県立市原高等学校3年の時に4級審判員資格を取得。大学には進まず、働きながら23歳で3級、25歳で2級審判員の資格を取得し、2010年に日本サッカー協会 (JFA) の審判養成学校であるJFAレフェリーカレッジに7期生として入学。2011年12月に1級審判員の資格を取得し、2013年から日本フットボールリーグ (JFL) で主審を担当、2014年から日本プロサッカーリーグ（Jリーグ）の審判員として登録された。
担当試合でレッドカードを出す割合が多いといわれており（J2・J3担当77試合で20枚のレッドカードを提示）、2018年6月16日に行われたJ2第19節・松本山雅FCvs大分トリニータの試合後の公式記者会見では松本監督の反町康治がこの試合の清水のレフェリング、さらには主審の判定を評価するべき立場のマッチコミッショナーおよび審判アセッサーの質に対して苦言を呈す場面があった。
2019年11月30日に行われたJ1第33節・川崎フロンターレvs横浜F・マリノスの試合では第4審を務めていたが、主審を務めていた西村雄一が負傷したため、この試合の後半から主審を引き継いだ。清水勇人にとってはこれが初のJ1担当試合であった。
2022年2月1日付けで日本サッカー協会 (JFA) とプロフェッショナルレフェリー契約を結ぶことがJFAから発表された。

## 経歴
- 1級審判員登録：2011年11月[10]
- Jリーグ(J1)初主審：2019年11月13日 川崎フロンターレ対横浜F・マリノス戦（等々力陸上競技場）
- Jリーグ(J2)初主審：2016年3月13日 レノファ山口FC対ザスパクサツ群馬戦（維新百年記念公園陸上競技場）
- Jリーグ(J3)初主審：2014年3月23日 グルージャ盛岡対Jリーグ・アンダー22選抜戦（盛岡南公園球技場）
- Jリーグ(J3)初副審：2014年3月16日 SC相模原対Y.S.C.C.横浜戦（相模原ギオンスタジアム）
- Jリーグ(カップ戦)初主審：2021年3月3日 鹿島アントラーズ対サガン鳥栖戦（県立カシマサッカースタジアム）

## 出場記録
| 国内大会個人成績 | 国内大会個人成績 | 国内大会個人成績 | 国内大会個人成績 | 国内大会個人成績 | 国内大会個人成績 | 国内大会個人成績 | 国内大会個人成績 | 国内大会個人成績 | 国内大会個人成績 | 国内大会個人成績 |
| 年度             | J1               | J1               | J2               | J2               | J3               | J3               | リーグ杯         | リーグ杯         | 天皇杯           | 天皇杯           |
| 年度             | 主審             | 副審             | 主審             | 副審             | 主審             | 副審             | 主審             | 副審             | 主審             | 副審             |
| ---------------- | ---------------- | ---------------- | ---------------- | ---------------- | ---------------- | ---------------- | ---------------- | ---------------- | ---------------- | ---------------- |
| 2012             | -                | -                | -                | -                | -                | -                | -                | -                | 0                | 1                |
| 2013             | -                | -                | -                | -                | -                | -                | -                | -                | 1                | 0                |
| 2014             | 0                | 0                | 0                | 0                | 11               | 10               | 0                | 0                | 0                | 0                |
| 2015             | 0                | 0                | 0                | 0                | 12               | 16               | 0                | 0                | 0                | 0                |
| 2016             | 0                | 0                | 11               | 0                | 5                | 0                | 0                | 0                | 2                | 0                |
| 2017             | 0                | 0                | 20               | 0                | 0                | 0                | 0                | 0                | 2                | 0                |
| 2018             | 0                | 0                | 17               | 0                | 1                | 0                | 0                | 0                | 1                | 0                |
| 2019             | 1                | 0                | 21               | 0                | 0                | 0                | 0                | 0                | 3                | 0                |
| 2020             | 8                | 0                | 8                | 0                | 0                | 0                | 0                | 0                | 1                | 0                |
| 2021             | 16               | 0                | 12               | 0                | 0                | 0                | 3                | 0                | 1                | 0                |
| 2022             | 22               | 0                | 5                | 0                | 0                | 0                | 2                | 0                | 3                | 0                |
| 2023             | 22               | 0                | 4                | 0                | 0                | 0                | 4                | 0                | 2                | 0                |
| 2024             | 21               | 0                | 5                | 0                | 0                | 0                | 3                | 0                | 2                | 0                |
| 通算             | 90               | 0                | 103              | 0                | 29               | 26               | 12               | 0                | 18               | 1                |

- 日本フットボールリーグ(JFL)

| JFL個人成績 | JFL個人成績 | JFL個人成績 |
| 年度        | 主審        | 副審        |
| ----------- | ----------- | ----------- |
| 2008        | 0           | 3           |
| 2012        | 0           | 7           |
| 2013        | 11          | 5           |
| 通算        | 11          | 15          |

- その他の国内公式戦
  - 日本クラブユースサッカー選手権
  - 全国高等学校総合体育大会サッカー競技大会
  - 全国高等学校サッカー選手権
  - 高円宮杯全日本ユースサッカー選手権
  - 高円宮杯 JFA U-18サッカープレミアリーグ
  - 関西学生サッカーリーグ
  - 関東大学サッカーリーグ
  - 総理大臣杯全日本大学サッカートーナメント
  - 全日本大学サッカー選手権
  - 全国社会人サッカー選手権大会
  - 全国地域サッカーチャンピオンズリーグ

## 決勝担当
| 開催年月日    | 大会                    | 対戦カード     | 対戦カード       | 結果 | 会場       | 担当  |
| ------------- | ----------------------- | -------------- | ---------------- | ---- | ---------- | ----- |
| 2024年2月17日 | FUJIFILM SUPER CUP 2024 | ヴィッセル神戸 | 川崎フロンターレ | 0-1  | 国立競技場 | 第4審 |

## 注記
1. ↑  この試合で、DF岩間雄大が前半22分にレッドカードで退場、さらに代わって入ったDF浦田延尚が微妙な判定でPKを献上し、1-4で松本が敗れている[5]。